# Brayan Moreno
Brayan Moreno Álvarez (Antioquia, 2 agosto 1999) è un calciatore colombiano, attaccante attualmente svincolato.

## Carriera
Cresciuto nel settore giovanile dell'Atlético Huila, ha esordito in prima squadra il 28 settembre 2019, disputando l'incontro di Categoría Primera A pareggiato per 1-1 contro l'Águilas Doradas.
Il 24 gennaio 2022 viene acquistato dai bulgari del CSKA Sofia.

## Statistiche

### Presenze e reti nei club
Statistiche aggiornate al 24 febbraio 2024.
| Stagione              | Squadra               | Campionato            | Campionato | Campionato | Coppe nazionali | Coppe nazionali | Coppe nazionali | Coppe continentali | Coppe continentali | Coppe continentali | Altre coppe | Altre coppe | Altre coppe | Totale | Totale |
| Stagione              | Squadra               | Comp                  | Pres       | Reti       | Comp            | Pres            | Reti            | Comp               | Pres               | Reti               | Comp        | Pres        | Reti        | Pres   | Reti   |
| --------------------- | --------------------- | --------------------- | ---------- | ---------- | --------------- | --------------- | --------------- | ------------------ | ------------------ | ------------------ | ----------- | ----------- | ----------- | ------ | ------ |
| 2019                  | Atlético Huila        | A                     | 4          | 0          | CC              | 0               | 0               |                    | -                  | -                  |             | -           | -           | 4      | 0      |
| 2020                  | Atlético Huila        | B                     | 22         | 6          | CC              | 2               | 1               |                    | -                  | -                  |             | -           | -           | 24     | 7      |
| 2021                  | Atlético Huila        | B                     | 22         | 6          | CC              | 1               | 1               |                    | -                  | -                  |             | -           | -           | 23     | 7      |
| 2021                  | Atlético Huila        | A                     | 19         | 3          | CC              | 0               | 0               |                    | -                  | -                  |             | -           | -           | 19     | 3      |
| Totale Atlético Huila | Totale Atlético Huila | Totale Atlético Huila | 67         | 15         |                 | 3               | 2               |                    | -                  | -                  |             | -           | -           | 70     | 17     |
| gen.-giu. 2022        | CSKA Sofia            | 1L                    | 1+2        | 0          | CB              | 0               | 0               |                    | -                  | -                  |             | -           | -           | 3      | 0      |
| 2022-2023             | CSKA Sofia            | 1L                    | 25         | 9          | CB              | 3               | 1               | UECL               | 5                  | 0                  |             | -           | -           | 33     | 10     |
| 2023-gen. 2024        | CSKA Sofia            | 1L                    | 3          | 0          | CB              | 0               | 0               | UECL               | 0                  | 0                  |             | -           | -           | 3      | 0      |
| Totale CSKA Sofia     | Totale CSKA Sofia     | Totale CSKA Sofia     | 29+2       | 9          |                 | 3               | 1               |                    | 5                  | 0                  |             | -           | -           | 39     | 10     |
| gen.-giu. 2024        | Neftçi Baku           | 1L                    | 5          | 1          | CB              | 2               | 0               | UECL               | -                  | -                  |             | -           | -           | 7      | 0      |
| Totale carriera       | Totale carriera       | Totale carriera       | 103        | 25         |                 | 8               | 3               |                    | 5                  | 0                  |             | -           | -           | 116    | 28     |